# Monte Huckaby
Il monte Huckaby (in lingua inglese: Mount Huckaby) è una montagna antartica priva di ghiaccio e a forma di cuneo, alta 2620 m, che sormonta la parete orientale del ghiacciaio Olentangy subito a est della mesa Haworth, nel settore occidentale del Wisconsin Range della catena dei Monti Horlick, nei Monti Transantartici, in Antartide.

## Storia
Il monte è stato mappato dall'United States Geological Survey (USGS) sulla base di rilevazioni e foto aeree scattate dalla U.S. Navy nel periodo 1960-64.
La denominazione è stata assegnata dall'Advisory Committee on Antarctic Names (US-ACAN), in onore del comandante Donnie W. Huckaby, responsabile della manutenzione della squadriglia VX-6 della U.S. Navy presso la Base McMurdo negli anni 1962-63 e 1963-64.